# Herbert Lange (Mathematiker)
Herbert Lange (* 29. März 1943) ist ein deutscher Mathematiker, der sich mit algebraischer Geometrie befasst. Er ist Professor an der Universität Erlangen.
Lange wurde 1970 bei Max Deuring an der Universität Göttingen promoviert (Die Mannigfaltigkeiten der Körper vom Geschlecht 2 mit elliptischem Teilkörper).
Er befasst sich unter anderem mit Abelschen Varietäten und deren Modulräumen.
Zu seinen Doktoranden gehört Christina Birkenhake.

## Schriften
- mit Christina Birkenhake: Complex Abelian Varieties (= Grundlehren der mathematischen Wissenschaften. 302). Springer, Berlin u. a. 1992, ISBN 3-540-54747-9.
- als Herausgeber mit Wolf Barth, Klaus Hulek: Abelian Varieties. Proceedings of the International Conference, held in Egloffstein (Germany), October 3– 8, 1993. de Gruyter, Berlin u. a. 1995, ISBN 3-11-014411-5.
- mit Christina Birkenhake: Complex Tori (= Progress in Mathematics. 177). Birkhäuser, Boston MA u. a. 1999, ISBN 0-8176-4103-3.